# Genji: Days of the Blade
Genji: Days of the Blade es un videojuego de acción para la consola PlayStation 3 lanzado por Sony Computer Entertainment en Japón el 10 de noviembre de 2006 y en Estados Unidos el 17 de noviembre del mismo año.

## Historia
El protagonista, Minamoto no Yoshitsune con la ayuda de sus amigos Benkei, Shizuka y el inesperado dios de la guerra Lord Buson (poseyendo el cuerpo de Kagekiyo) tienen que destruir de nuevo el clan de los Heishi el cual pensaban haber destruido hace años. Sin embargo los Heishi se están reagrupando en grandes cantidades y ahora Yoshitsune con la ayuda de sus amigos y aliados (entre ellos su hermano, Minamoto no Yoritomo) han de destruirlos de una vez por todas. No obstante, el Clan Heishi cuenta ahora con el poder de unas misteriosas piedras llamadas Mashogane.

## Personajes principales
- Minamoto no Yoshitsune: Tras derrocar a los Heishi, Yoshitsune se ha convertido en un joven fuerte, luchador y valeroso, un líder nato. Yoshitsune, hijo de Minamoto no Yoshitomo, el que alguna vez fuera líder del Clan Minamoto muerto en durante la rebelión Heishi, sigue ahora los pasos de su padre.

- Saitō Musashibō Benkei: Este poderoso monje guerrero lucha junto a Yoshitune. Fiel a este y a su causa, Benkei, que posee la fuerza de un gigante, pulveriza a sus enemigos y es capaz de usar el poder del Amahagane con arrolladores resultados usando su enorme garrote.

- Shizuka Gozen: la Dama Shizuka, "Sacerdotisa de los Tamayoribito", ayuda a Yoshitsune y Benkei en su primera aventura. Realizó el ritual mágico del Yosegane para aumentar el poder del Amahagane que habían reúnido. Ahora, Shizuka ha decidido unirse a sus compañeros de armas en el campo de batalla.

- Lord Buson: Buson es el Dios de la Guerra. Abandonando los cielos del Supramundo para ayudar a los Genji en su batalla contra los Heishi, Buson tomó la forma del difunto Taira-no-Kagekiyo, líder de los Heishi que Yoshitsune y Benkei derrotaron en el pasado.